# يقمر أخضر الذيل
يقمر أخضر الذيل (الاسم العلمي: Galbula galbula)، هو نوع من الطيور يتبع جنس اليقمر ضمن فصيلة اليقمريات من رتبة نقاريات الشكل.